# Achuzat Bait Tower
Achuzat Bait Tower (hebr. מגדל אחוזת בית) – wieżowiec w osiedlu Lew ha-Ir w mieście Tel Awiw, w Izraelu.

## Historia
Pierwotnie w miejscu tym znajdował się dom Gilutz House, będący jednym z 66 pierwszych domów założycieli miasta. Przy projektowaniu budowy nowoczesnej zabudowy wieżowców, planowano restaurację tego zabytkowego budynku, jednak plany uległy zmianie i w 2005 ze względu na zły stan techniczny został on wyburzony.

## Dane techniczne
Budynek ma 21 kondygnacji i wysokość 76 metrów.
Wieżowiec wybudowano w stylu postmodernistycznym. Wzniesiono go z betonu. Elewacja jest wykonana z płytek ceramicznych w kolorze białym. Prace wykończeniowe zostały zakończone w 2012.
Budynek jest wykorzystywany jako biurowiec z luksusowymi apartamentami mieszkaniowymi, położonymi w górnej części wieżowca.